# Hermann Schönlein

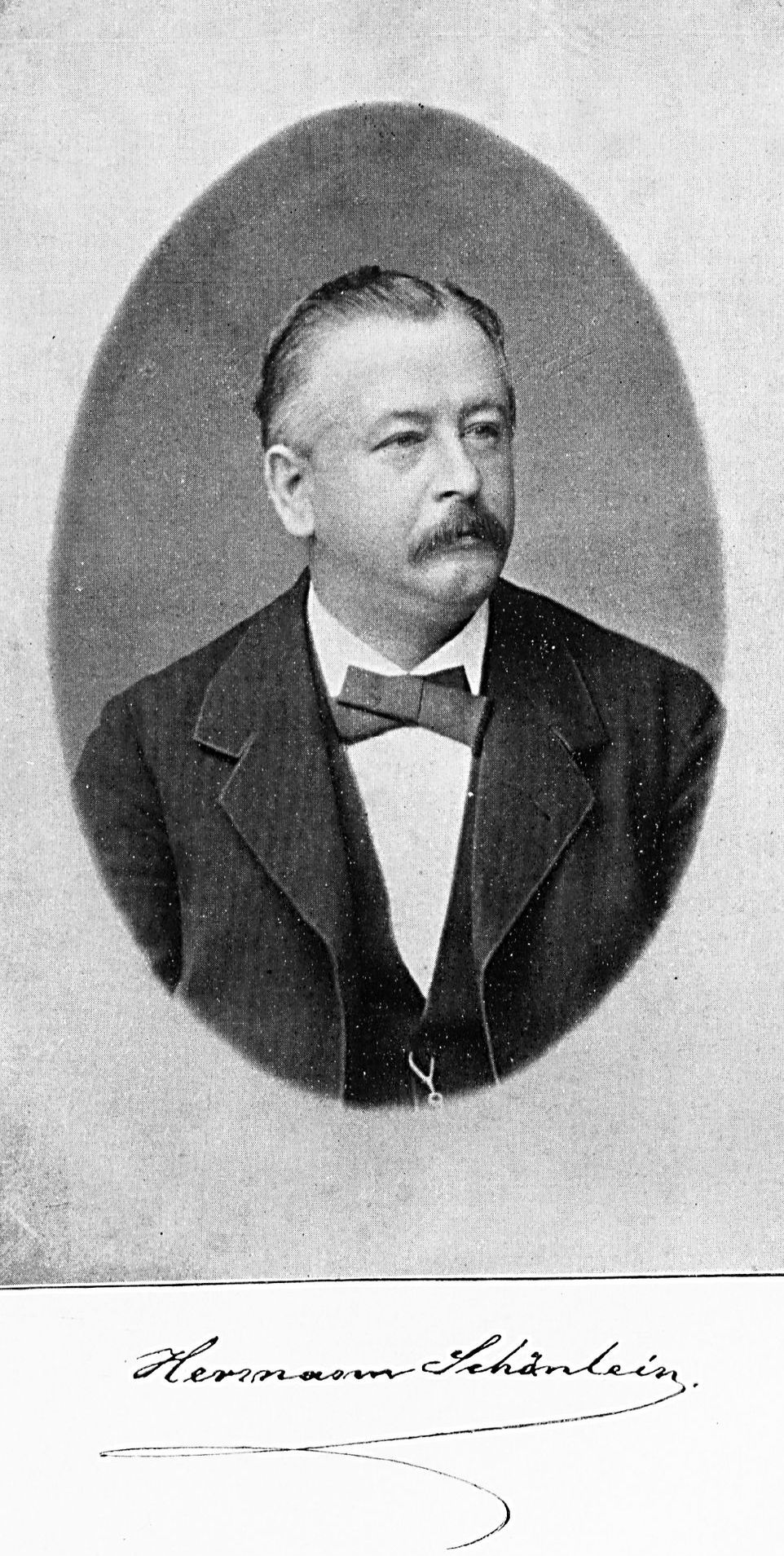
Hermann Schönlein

Hermann Schönlein (* 2. Dezember 1833 in Leipzig; † 11. September 1908 in Stuttgart) war ein deutscher Verleger.

## Leben
Schönleins Vater war Handwerker. Hermann Schönlein ging in Leipzig bei den Buchhändlern Friedrich Wilhelm Grunow und Friedrich Ludwig Herbig in die Lehre, bei dem er anschließend bis 1856 arbeitete. 1857 ging er nach Stuttgart zum Verlag Eduard Hallberger, wo er bis 1865 arbeitete. Am 21. September 1865 machte er sich mit einem eigenen Verlag selbstständig. In seinem Verlag erschien die Familienzeitschrift Das Buch für Alle, die großen Wert auf die Bebilderung legte und sehr erfolgreich war. Weitere erfolgreiche Zeitschriften aus dem Verlag waren die „Chronik der Zeit“ (ab 1871) und „Das Illustrierte Unterhaltungsblatt“ (ab 1873) sowie „Das Illustrierte Sonntagsblatt“ (ab 1874). Daneben verlegte Schönlein die Buchreihe „Bibliothek der Unterhaltung und des Wissens“. Ein großer Erfolg war auch die von ihm produzierte „Illustrierte Geschichte des Deutsch-Französischen Krieges“. Schönlein führte seinen Verlag, bis dieser 1888 vom Hermann Kröner-Verlag übernommen wurde. 1890 ging dieser Verlag in der Union Deutsche Verlagsgesellschaft auf.
Hermann Schönlein lebte nach dem Verkauf seines Verlags im Ruhestand in Stuttgart und betätigte sich als Mäzen für Wohltätigkeitszwecke. Er war verheiratet mit der Handwerkertochter Anna, geb. Kohl. Ein gemeinsamer Sohn starb schon im Alter von zwei Jahren. Hermann Schönlein wurde auf dem Pragfriedhof in Stuttgart beigesetzt.
Sein Testament bestimmte die Gründung der „Anna-Stiftung“ für das Stuttgarter Handwerk, die mit zwei Millionen Mark ausgestattet wurde. Daneben sah das Testament Beträge von mehreren Hunderttausend Mark vor, die unter anderem an die Universität Leipzig und die Technische Hochschule in Dresden sowie an den Börsenverein des Deutschen Buchhandels gingen.